# Jaime Sunye Neto
Jaime Sunyé Neto (Curitiba, 2 maggio 1957) è uno scacchista brasiliano.
Nel 1986 diventò il secondo Grande Maestro brasiliano.

## Principali risultati
Dal 1978 al 1983 vinse sette volte il Campionato brasiliano.
Nel 1979 fu invitato a giocare nell'Interzonale di Rio de Janeiro come rappresentante del paese ospitante. Si classificò quinto davanti a molti Grandi maestri e vinse anche con il vincitore del torneo, Lajos Portisch.
Nel 1989 vinse il campionato sudamericano, valido come torneo zonale, qualificandosi per l'Interzonale del 1990, dove si piazzò a metà classifica. Altri risultati di rilievo furono il 2º posto dietro a Borislav Ivkov nel Capablanca Memorial del 1985 a Cienfuegos e la vittoria nel torneo di Zenica nel 1986.

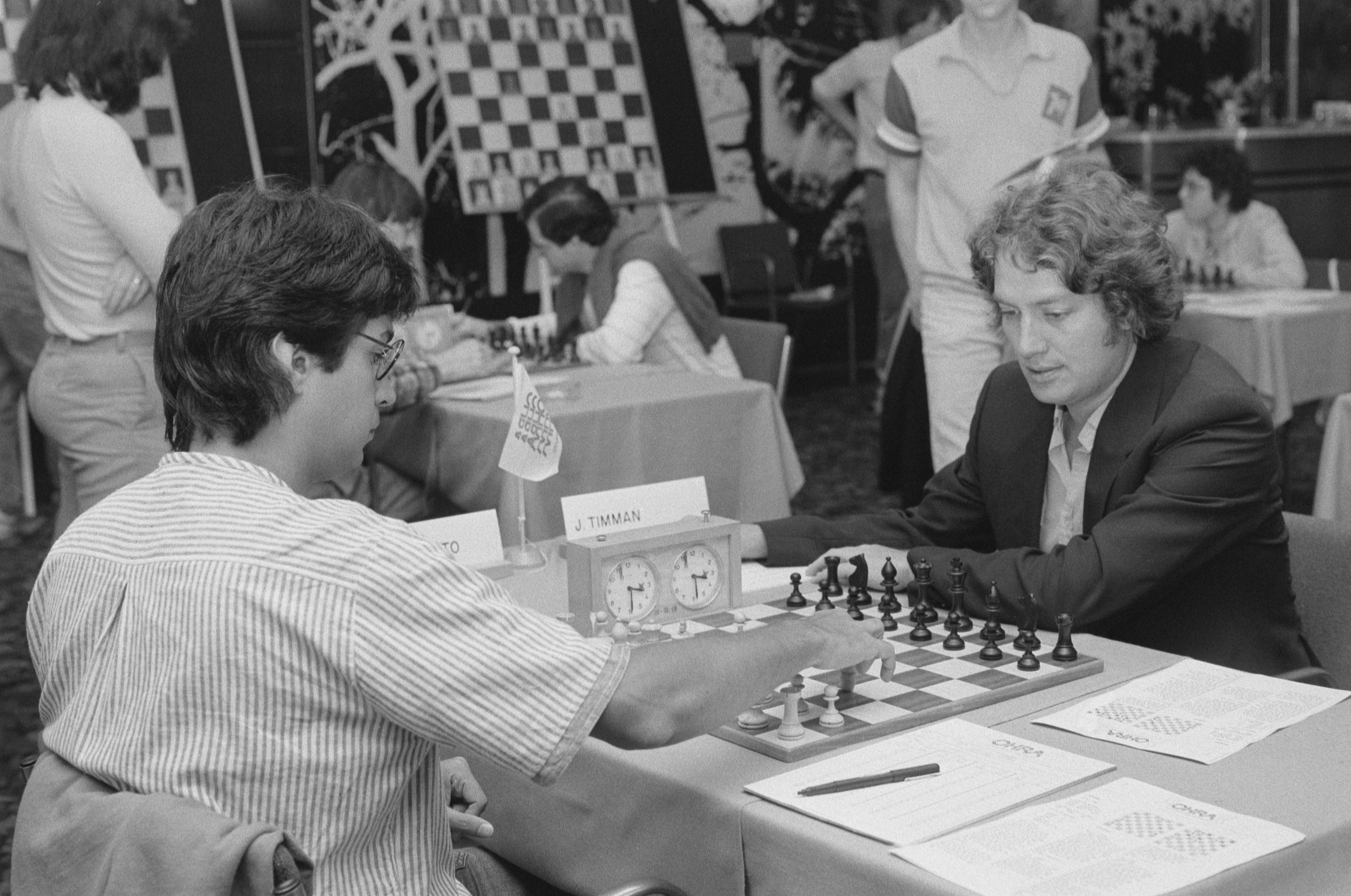
Sunye Neto contro Jan Timman, Amsterdam, luglio 1985

Dal 1978 al 1986 partecipò con il Brasile a dieci Olimpiadi degli scacchi, ottenendo il 60% dei punti (+39 =42 –19). A Manila 1992 vinse la medaglia d'oro per il miglior risultato in 2ª scacchiera.
Nel 1996 si candidò alla presidenza della FIDE. Raccolse un largo appoggio da parte di molte Federazioni, specialmente europee, ma perse contro il presidente in carica Kirsan Ilyumzhinov (87 voti contro 44). Il delegato della Germania ipotizzò che Ilyumzhinov avesse fatto dei regali per influenzare il voto.
Fu presidente della Federazione scacchistica brasiliana (Confederação Brasileira de Xadrez) dal 1988 al 1992.